# Талиця (притока Святиці, Унинський район)
Та́лиця (рос. Талица) — річка в Росії, протікає територією Кіровської області (Унинський район, Фальонський район), ліва притока Святиці.
Річка починається за 2 км на північний захід від колишнього села Савинці Унинського району. Вже через 3 км річка входить в межі Фальонського району. Ще 1 км вона слугує природним кордоном між двома районами. Протікає на північний схід. Впадає до Святиці за 7 км на південь від села Біла. Верхня течія пересихає. Долина широка, правий берег пологіший, значні ділянки берега заліснені. Приймає декілька дрібних приток.
Над річкою розташоване село Фальонського району Муляна, де збудовано автомобільний міст.